# Europese kampioenschappen trampolinespringen 2016
De Europese kampioenschappen trampolinespringen 2016 waren door de Union Européenne de Gymnastique (UEG) georganiseerde kampioenschappen voor trampolinespringers. De 25e editie van de Europese kampioenschappen vond plaats in het Polideportivo Pisuerga in het Spaanse Valladolid van 31 maart tot 3 april 2016. Er namen 700 gymnasten uit 29 landen deel.

## Resultaten

### Trampolinespringen
|                             | Goud                                                                    | Goud        | Zilver                                              | Zilver      | Brons                                                         | Brons       | 4                                                         | 4           | 5                                                                    | 5           |
| Individueel                 | Individueel                                                             | Individueel | Individueel                                         | Individueel | Individueel                                                   | Individueel | Individueel                                               | Individueel | Individueel                                                          | Individueel |
| --------------------------- | ----------------------------------------------------------------------- | ----------- | --------------------------------------------------- | ----------- | ------------------------------------------------------------- | ----------- | --------------------------------------------------------- | ----------- | -------------------------------------------------------------------- | ----------- |
| Heren                       | Uladzislau Hancharou                                                    | (60.585)    | Dmitry Ushakov                                      | (59.720)    | Nathan Bailey                                                 | (58.655)    | Nikolai Kazak                                             | (58.655)    | Oleg Piunov                                                          | (57.525)    |
| Dames                       | Yana Pavlova                                                            | (55.565)    | Hanna Harchonak                                     | (54.450)    | Katherine Driscoll                                            | (54.305)    | Susana Kochesok                                           | (54.045)    | Nataliia Moskvina                                                    | (53.240)    |
| Synchroon                   |                                                                         |             |                                                     |             |                                                               |             |                                                           |             |                                                                      |             |
| Heren                       | Uladzislau Hancharou Nikolai Kazak                                      | (50.600)    | Mykola Prostorov Dmytro Byedyevkin                  | (50.100)    | Diogo Abreu Pedro Ferreira                                    | (49.700)    | Sébastien Martigny Allan Morante                          | (47.600)    | Joris Geens Simon Debacker                                           | (46.000)    |
| Dames                       | Marine Jurbert Léa Labrousse                                            | (46.000)    | Susana Kochesok Anna Kornetskaya                    | (45.500)    | Ana Rente Beatriz Martins                                     | (44.800)    | Marina Kyiko Nataliia Moskvina                            | (44.800)    | Silva Mueller Leonie Adam                                            | (43.800)    |
| Team                        |                                                                         |             |                                                     |             |                                                               |             |                                                           |             |                                                                      |             |
| Heren                       | Sergei Azarian Dmitry Ushakov Mikhail Melnik                            | (177.855)   | Artsiom Zhuk Nikolai Kazak Uladzislau Hancharou     | (173.820)   | Ricardo Santos Pedro Ferreira Diogo Abreu                     | (169.065)   | Ben Van Overberghe Loic Lenoir Joris Geens                | (163.670)   | Giorgi Putkaradze Tengizi Koshkadze Zurab Nozadze                    | (127.585)   |
| Dames                       | Pamela Clark Katherine Driscoll Bryony Page                             | (159.595)   | Vladislava Ryzhkova Yana Pavlova Susana Kochesok    | (156.97)    | Elvira Saniago Beato Cristina Sainz Bernabeu Claudia Prat     | (149.895)   | Teona Janjgava Nana Gogashvili Ana Odishvili              | (143.985)   | Laura Paris Nana Labrousse Marine Jurbert                            | (141.800)   |
| Dubbele minitrampoline      |                                                                         |             |                                                     |             |                                                               |             |                                                           |             |                                                                      |             |
| Heren                       | Mikhail Zalomin                                                         | (78.700)    | Aleksandr Odintsov                                  | (75.800)    | Dmitry Fedorovskiy                                            | (74.100)    | Michael McNabb                                            | (72.500)    | Antonio Santos                                                       | (68.900)    |
| Dames                       | Lina Sjöberg                                                            | (70.700)    | Polina Troianova                                    | (69.000)    | Kirsty Way                                                    | (68.200)    | Andreia Robalo                                            | (65.900)    | Irina Alekseeva                                                      | (34.100)    |
| Dubbele minitrampoline team |                                                                         |             |                                                     |             |                                                               |             |                                                           |             |                                                                      |             |
| Heren                       | Mikhail Zalomin Alexander Zabrov Andrey Gladenkov Aleksandr Odintsov    | (116.600)   | Diogo Costa Bruno Nobre Joao Caeiro Francisco Costa | (110.100)   | Antonio Santos Daniel Perez Carlos Manjon Alejandro Bernardez | (109.100)   | Michael McNabb Benjamin Atkins Andrew Houston Daniel Sale | (108.600)   | Mikkel Joergensen Emil Mortensen August Soendergaard Andreas Nielsen | (101.500)   |
| Dames                       | Polina Troianova Anastasia Ignateva Vladislava Ryzhkova Irina Alekseeva | (100.300)   | Yael Campelo Claudia Prat Nuria Aules Sara Aparicio | (98.100)    | Kirsty Way Caitlin O'Brien Clara Donlevy                      | (97.400)    | Andreia Robalo Mariana Carvalho Ana Robalo                | (97.200)    | (97.200)                                                             | (97.200)    |

### Tumbling
|             | Goud                                                        | Goud        | Zilver                                                                     | Zilver      | Brons                                                       | Brons       | 4                                                            | 4           | 5                                                   | 5           |
| Individueel | Individueel                                                 | Individueel | Individueel                                                                | Individueel | Individueel                                                 | Individueel | Individueel                                                  | Individueel | Individueel                                         | Individueel |
| ----------- | ----------------------------------------------------------- | ----------- | -------------------------------------------------------------------------- | ----------- | ----------------------------------------------------------- | ----------- | ------------------------------------------------------------ | ----------- | --------------------------------------------------- | ----------- |
| Heren       | Tagir Murtazaev                                             | (78.100)    | Kristof Willerton                                                          | (77.700)    | Grigory Noskov                                              | (77.000)    | Dmitriy Darashuk                                             | (76.700)    | Anders Wesch                                        | (76.600)    |
| Dames       | Anna Korobeynikova                                          | (67.700)    | Lucie Colebeck                                                             | (66.900)    | Rachel Davies                                               | (66.600)    | Tachina Peeters                                              | (66.500)    | Viktoriia Danilenko                                 | (64.400)    |
| Team        |                                                             |             |                                                                            |             |                                                             |             |                                                              |             |                                                     |             |
| Heren       | Kristof Willerton Greg Townley Michael Barnes Eliott Browne | (114.600)   | Tagir Murtazaev Timofey Podust Grigory Noskov Aleksandr Lisitsyn           | (113.600)   | Anders Wesch Lasse Sørensen Magnus Eskesen Oliver Termansen | (110.200)   | Dmitriy Darashuk Artur Piarfilyeu Yan Shaubakou Edhar Vichys | (102.800)   | Viktor Kyforenko Oleksandr Shakhov Mykyta Statsenko | (102.400)   |
| Dames       | Rachel Davies Lucie Colebeck Ashleigh Long Yasmin Taite     | (103.800)   | Anna Korobeynikova Anastasia Isupova Natalia Parakhina Viktoriia Danilenko | (102.400)   | Léa Callon Marie Deloge Emilie Wambote Lauriane Lamperim    | (96.900)    | Johanne Noerby Anne Joergensen Anne Mikkelsen                | (93.600)    | Daria Alieksieieva Daryna Koziarska Kateryna Bayeva | (92.200)    |

1955 ·
1957 ·
1959 ·
1961 ·
1963 ·
1965 ·
1967 ·
1969 ·
1971 ·
1973 ·
1975 ·
1977 ·
1979 ·
1981 ·
1983 ·
1985 ·
1987 ·
1989 ·
1990 ·
1992 ·
1994 ·
1996 ·
1998 ·
2000 ·
2002 ·
2004 ·
2005 ·
2006 ·
2007 ·
2008 ·
2009 ·
2010 ·
2011 ·
2012 ·
2013 ·
2014 ·
2015 ·
2016 ·
2017 ·
2018 ·
2019 ·
2020 ·
2021 · 
2022 · 
2023 · 
2024
1957 ·
1959 ·
1961 ·
1963 ·
1965 ·
1967 ·
1969 ·
1971 ·
1973 ·
1975 ·
1977 ·
1979 ·
1981 ·
1983 ·
1985 ·
1987 ·
1989 ·
1990 ·
1992 ·
1994 ·
1996 ·
1998 ·
2000 ·
2002 ·
2004 ·
2005 ·
2006 ·
2007 ·
2008 ·
2009 ·
2010 ·
2011 ·
2012 ·
2013 ·
2014 ·
2015 ·
2016 ·
2017 ·
2018 · 
2019 ·
2020 · 
2021 · 
2022 · 
2023 · 
2024
1969 ·
1971 ·
1973 ·
1975 ·
1977 ·
1979 ·
1981 ·
1983 ·
1985 ·
1987 ·
1989 ·
1991 ·
1993 ·
1995 ·
1997 ·
1998 · 
2000 ·
2002 ·
2004 ·
2006 ·
2008 ·
2010 ·
2012 · 
2014 ·
2016 ·
2018 ·
2021 ·
2022 ·
2024
1978 ·
1980 ·
1982 ·
1984 ·
1986 ·
1988 ·
1990 ·
1992 ·
1993 ·
1994 ·
1995 ·
1996 ·
1997 ·
1998 ·
1999 ·
2000 ·
2001 ·
2002 ·
2003 ·
2004 ·
2005 ·
2006 ·
2007 ·
2008 ·
2009 ·
2010 ·
2011 ·
2012 ·
2013 ·
2014 ·
2015 ·
2016 ·
2017 ·
2018 · 
2019 ·
2020 ·
2021 ·
2022 ·
2023
1978 ·
1979 ·
1980 ·
1982 ·
1984 ·
1985 ·
1986 ·
1987 · 
1988 ·
1989 ·
1990 ·
1991 ·
1992 ·
1993 ·
1994 ·
1995 ·
1996 ·
1997 ·
1999 ·
2001 ·
2003 ·
2005 ·
2007 ·
2009 ·
2011 ·
2013 ·
2015 ·
2017 ·
2019 ·
2021 ·
2023
1999 ·
2001 ·
2003 ·
2005 ·
2007 ·
2009 ·
2011 ·
2013 ·
2015 ·
2017 ·
2019 ·
2021 ·
2023